# アコカ
アコカは日本の劇団。ライブハウス等をステージとするパフォーマンスユニットとしても活動。

## 略歴
1993年に和光大学のサークル・映像メディア研究会のメンバーだった、高羽泰雄（脚本・演出・映像）、笠原大（俳優）、カサギマナブ（音楽）、正木鋼志（俳優・脚本・演出）らによって結成される。当初は映像と演技によるパフォーマンスのためのユニットだったが、次第に演劇主体の活動へと移行する。
「観客が展開を選択できるインタラクティヴ演劇」「映画作品と舞台公演の同時公開」「架空の傑作のパート２」「セリフ・音楽・効果音などを全てCDに録音し、舞台上でのCDの再生に合わせて演じる」などの実験的なコンセプトを、エンターテイメントとして見せる作風となる。
1996年にはパルテノン多摩小劇場フェスティバルに出場し、最優秀賞、ベストスタッフワーク賞、観客動員賞を受賞。同年、ビデオ作品「夫婦ドラゴン」が東京ビデオフェスティバルにてブロンズ賞を受賞。その後も、下北沢演劇祭、グローブ座春のフェスティバル等に参加。
2000年に高羽泰雄、カサギマナブが退団した後は、笠原大が主宰となり、カンフーアクションをフィーチャーした作風となる。
2005年以降はライブパフォーマンスを主体に活動し、2007年3月に解散。

## 公演
- Vol.1「アルビノヘブン」1993.4/12-14　和光大学・学生ホール
- Vol.2「リトル・リトル・ビッグ・バン」1994.3/11-13　STORE HOUSE
- プロデュース公演「オリマシスターズ001・フロリダSUN」1994.6/23-26　和光大学・学生ホール
- Vol.3「無能力学園XX」1994.10/27−30　キッド・アイラック・アートホール
- Vol.4「拳法混乱　カンフージョン」1995.7/27-30　こまばアゴラ劇場
- 実験公演「フラスコベイビー」1995.12/7-10　高円寺明石スタジオ
- Vol.5「オーヴァー・グラウンド・マザー」1996.2/27-28　和光大学・学生ホール、1996.3/6　パルテノン多摩・小ホール
- Vol.6「COMING SOON!」1996.11/6-13　キッド・アイラック・アートホール
- RP-1「拳法混乱　Kung-Fusion NEO」1997.2/26-27　パルテノン多摩・小ホール
- Vol.7「M2」1997.5/15-18　下北沢駅前劇場
- RP-2「無能力学園XX　Another Chrono Ring」1998.1/9-13　ザ・スズナリ
- Vol.8「常吉進化論」1998.8/5-9　ザ・ポケット
- Vol.9「少年アガペー」1999.2/11-14　ザ・スズナリ
- RP-3「oh! no more COMING SOON!」1999.8/25-29　ザ・スズナリ
- プロデュース公演「オリマシスターズ002・シベリアSUN」2000.1/26-31　下北沢駅前劇場
- Vol.10「モンキー・マン」2000.3/9-12　東京グローブ座
- Vol.11「ドラゴンランド」2000.6/30-7/2　東京芸術劇場・小ホール2
- Vol.12「Disc.No.1001」2000.12/20-25　ザ・ポケット
- Vol.13「デリシャス！マーメイド」2001.5/16-21　下北沢駅前劇場
- Vol.14「最強王」2001.11/7-11　シアターVアカサカ
- Vol.15「神SHI-BAI」2003.1/24-26　下北沢駅前劇場
- ザ・ライブVOL.1「ウォルフガング」2005
- SP公演「執事専門学校　執事喫茶オープン」2006

## 所属したことのある俳優
- 笠原大
- 正木鋼志
- 野坂麻子
- 加藤江見
- 万年研
- 金丸雪菜
- 真田郁子
- 山田裕子
- 多辺田牧子
- 三苫夏奈
- 村田宗典
- 遠藤清美
- 古賀裕之
- 小林百合花
- 渡辺詩子
- 崔美愛
- 小原康二

## 所属したことのあるスタッフ
- 高羽泰雄/脚本・演出・映像
- カサギマナブ/音楽・音響
- 藤井純子/小道具・大道具
- 山本直子/制作
- 鈴木かおり/脚本・演出